# Kathedrale St. Josef und St. Teresa vom Jesuskind
Die Kathedrale St. Josef und St. Teresa vom Jesuskind (arabisch كاتدرائية القديسين يوسف وتيريزا الطفل يسوع) ist die Kathedrale des Erzbistums Bagdad der Lateinischen Kirche in Bagdad. Sie liegt im Stadtteil Hay al-Wahda und wurde 1984 geweiht. Damit löste sie die bisherige Lateinische St.-Josef-Kathedrale als lateinische Kathedralkirche ab.

## Standort
Die römisch-katholische Kathedrale St. Josef und St. Teresa vom Jesuskind steht im Stadtteil Hay al-Wahda (حي الوحدة, „Nachbarschaft der Einheit“) im östlichen Karrada von Bagdad an einer Quergasse 120 m westlich der Straße 42 und rund 150 m südwestlich des Wathiq-Platzes (ساحة الواثق).

## Geschichte
Die römisch-katholische Kathedrale St. Josef und St. Teresa vom Jesuskind in Baghdad wurde 1984 fertiggestellt. Sie erhielt zunächst den Namen Kathedrale St. Josef, also denselben Namen wie die bis dahin als lateinische Kathedrale dienende St.-Josef-Kirche im Viertel Aqd an-Nasara innerhalb des Stadtteils Shorja im Stadtbezirk ar-Rusafa. Es war somit bereits die dritte katholische Kathedrale der Stadt, die diesen Namen trug. Später wurde der Name um die Heilige Theresia vom Kinde Jesus ergänzt, so dass sie nunmehr Römisch-katholische Kathedrale St. Josef und St. Teresa vom Jesuskind heißt.

## Architektur und Ausstattung
Die Kathedrale ist dreischiffig. Das Hauptschiff ist im Inneren durch jederseits drei Bögen mit rechteckigen Säulen von den Seitenschiffen getrennt. Um das Hauptschiff herum sind die Abbildungen der Stationen des Kreuzweges angeordnet. Die oberen und unteren Fenster lassen viel Licht ins Innere der Kirche dringen. Darüber hinaus gibt es zwei Reihen von Leuchtern. Zum Chor gelangt man über drei Treppenstufen. Er ist ebenso wie der Hochaltar mit grauem Marmor gedeckt, und darüber befindet sich eine Kuppel.

## Aktivitäten und Einrichtungen
Angesichts der geringen Anzahl lateinischer Katholiken in Bagdad gibt es in der Kirche nur wenige Taufen. Dennoch zeigt die Lateinische Kirche vergleichsweise sehr viele Aktivitäten. Rechts von der Kathedrale befindet sich ein Altersheim, links von ihr ein Gemeindezentrum, das St.-Josef-Zentrum, das vom Erzbischof Paul Dahdah 1998 eingeweiht wurde.

## Bistum und Bischof
Die Lateinische Kathedrale St. Josef und St. Teresa vom Jesuskind ist Sitz des Erzbistums Bagdad der Lateinischen Kirche innerhalb der Römisch-katholischen Kirche (Archidioecesis Bagdathensis Latinorum), das direkt dem Heiligen Stuhl untersteht. Das Erzbistum umfasste im Jahr 2012 etwa 1000 Gläubige in 16 Pfarreien mit 16 Priestern. Im Jahre 2006 waren es noch etwa 2500 Gläubige in 14 Pfarreien mit 14 Priestern gewesen. Seit dem 29. November 2000 ist der am 30. Juni 1946 in Libanon geborene Jean Benjamin Sleiman Bagdader Erzbischof.